# Katastralgemeinde Klein St. Paul
Die Katastralgemeinde Klein St. Paul ist eine von zwölf Katastralgemeinden der Gemeinde Klein Sankt Paul im Bezirk Sankt Veit an der Glan in Kärnten (Österreich). Sie hat eine Fläche von 77,08 ha.
Die Katastralgemeinde gehört zum Sprengel des Vermessungsamtes Klagenfurt.

## Lage
Die Katastralgemeinde liegt im Görtschitztal im Osten des Bezirks Sankt Veit an der Glan, in der Gemeinde Klein Sankt Paul. Auf ihr liegt der Ortskern des Gemeindehauptorts. Sie grenzt im Westen und Norden an die Katastralgemeinde Ober St. Paul, im Nordosten und Osten an die Katastralgemeinde Filfing, im Südosten an die Katastralgemeinde Unter St. Paul und im Südwesten an die Katastralgemeinde Sittenberg. Die Katastralgemeinde erstreckt sich über eine Höhenlage von 599 m ü. A. an der Görtschitz am Südrand der Katastralgemeinde bis zu 825 m ü. A. am Nordostrand der Katastralgemeinde.

## Ortschaften
Auf dem Gebiet der Katastralgemeinde Ober St. Paul liegt ein Teil des Gemeindehauptorts Klein St. Paul, insbesondere der Ortskern.

## Vermessungsamt-Sprengel
Die Katastralgemeinde gehört seit 1. Jänner 1998 zum Sprengel des Vermessungsamtes Klagenfurt. Davor war sie Teil des Sprengels des Vermessungsamtes St. Veit an der Glan.

## Geschichte
Ende des 18. Jahrhunderts wurden die Kärntner Steuergemeinden (später: Katastralgemeinden) gebildet und Steuerbezirken zugeordnet. Die Steuergemeinde Klein St. Paul wurde Teil des Steuerbezirks Eberstein.
Im Zuge der Reformen nach der Revolution 1848/49 wurden in Kärnten die Steuerbezirke aufgelöst und Ortsgemeinden gebildet, die jeweils das Gebiet einer oder mehrerer Steuergemeinden umfassten. Die Steuer- bzw. Katastralgemeinde Klein St. Paul wurde Teil der Gemeinde Klein Sankt Paul. Die Größe der Katastralgemeinde wurde 1849 mit 134 Österreichischen Joch und 22 Klaftern (ca. 77 ha, also die heutige Fläche) angegeben; damals lebten 112 Personen auf dem Gebiet der Katastralgemeinde.
Die Katastralgemeinde Klein St. Paul gehörte ab 1850 zum politischen Bezirk Sankt Veit an der Glan und zum Gerichtsbezirk Eberstein. Von 1854 bis 1868 gehörte sie zum Gemischten Bezirk Eberstein. Seit der Reform 1868 ist sie wieder Teil des politischen Bezirks Sankt Veit an der Glan, zunächst als Teil des Gerichtsbezirks Eberstein, seit dessen Auflösung 1978 als Teil des Gerichtsbezirks St. Veit an der Glan.